# Clubiona tricuspidata
Espèce
Clubiona tricuspidata est une espèce d'araignées aranéomorphes de la famille des Clubionidae.

## Distribution
Cette espèce est endémique de Chongqing en Chine,. Elle se rencontre dans le xian de Wuxi.

## Description
Le mâle holotype mesure 7,25 mm et la femelle paratype 9,70 mm, les mâles mesurent de 7,25 à 9,28 mm et les femelles de 8,42 à 10,22 mm.

## Systématique et taxinomie
Cette espèce a été décrite par Zhang, Li et Zhang en 2025.

## Publication originale
- Zhang, Li & Zhang, 2025 : « Three new species of the sac spider genus Clubiona Latreille, 1804 from the Yintiaoling Nature Reserve, Chongqing, China. » Zootaxa, no 5652(1), p. 129-135.